# Carnegiella marthae
Carnegiella marthae is een straalvinnige vissensoort uit de familie van de bijlzalmen (Gasteropelecidae). De wetenschappelijke naam van de soort is voor het eerst geldig gepubliceerd in 1927 door Myers.